# Cronologia do cálculo de pi
A tabela abaixo é uma breve cronologia dos valores numéricos calculados ou limites da constante matemática pi (π). Para explicações mais detalhadas de alguns desses cálculos, consulte Aproximações de π.

Gráfico mostrando a evolução histórica do recorde da precisão da aproximação numérica de pi, medido em dígitos decimais (plotado em escala logarítmica; no tempo antes de 1400 está fora de escala)

## Antes de 1400
| Data        | Quem                                      | Formulação | Valor de pi                                                                   | Dígitos decimais (recordes mundiais em negrito) |
| ----------- | ----------------------------------------- | --- | ----------------------------------------------------------------------------- | ----------------------------------------------- |
| 2000? a.C.  | Matemática do Antigo Egito                | 4*(8/9)2 | 3,16045...                                                                    | 1                                               |
| 2000? a.C.  | Antigos babilônios                        | 3+1/8 | 3,125                                                                         | 1                                               |
| 1200? a.C.  | China                                     | | 3                                                                             | 1                                               |
| 550? a.C.   | Bíblia (1 Kings 7:23)                     | "... um mar de fundição, dez côvados de uma borda à outra: era redondo, ... uma linha de trinta côvados o circundava" | 3                                                                             | 1                                               |
| 434 a.C.    | Anaxágoras tentou a quadratura do círculo | régua e compasso | Anaxagoras não obteve solução                                                 | 0                                               |
| 350? a.C.   | Shulba Sutras                             | (6/(2+√2))2 | 3,088311 …                                                                    | 1                                               |
| c. 250 a.C. | Arquimedes                                | 223/71 < {\displaystyle \scriptstyle {\pi }} < 22/7                                                                   | 3,140845... < {\displaystyle \scriptstyle {\pi }} < 3,142857... 3,1418 (ave.) | 3                                               |
| 15 a.C.     | Vitrúvio                                  | 25/8 | 3,125                                                                         | 1                                               |
| 5           | Liu Xin                                   | o método exato é desconhecido                                                                                         | 3,1457                                                                        | 2                                               |
| 130         | Zhang Heng                                | √10 = 3,162277... 730/232                                                                                             | 3,146551...                                                                   | 1                                               |
| 150         | Ptolemeu                                  | 377/120 | 3,141666...                                                                   | 3                                               |
| 250         | Wang Fan                                  | 142/45 | 3,155555...                                                                   | 1                                               |
| 263         | Liu Hui                                   | 3,141024 < {\displaystyle \scriptstyle {\pi }} < 3,142074 3927/1250                                                   | 3,14159                                                                       | 5                                               |
| 400         | He Chengtian                              | 111035/35329 | 3,142885...                                                                   | 2                                               |
| 480         | Zu Chongzhi                               | 3,1415926 < {\displaystyle \scriptstyle {\pi }} < 3,1415927                                                           | 3,1415926                                                                     | 7                                               |
| 499         | Aryabhata                                 | 62832/20000 | 3,1416                                                                        | 4                                               |
| 640         | Brahmagupta                               | √10 | 3,162277...                                                                   | 1                                               |
| 800         | al-Khwārizmī                              | | 3,1416                                                                        | 4                                               |
| 1150        | Bhaskara II                               | 3927/1250 e 754/240                                                                                                   | 3,1416                                                                        | 3                                               |
| 1220        | Leonardo Fibonacci                        | | 3,141818                                                                      | 3                                               |
| 1320        | Zhao Youqin                               | | 3,1415926                                                                     | 7                                               |

## A partir de 1400
| Data                                                                                     | Quem                                                  | Nota | Dígitos decimais (recordes mundiais em negrito) |
| ---------------------------------------------------------------------------------------- | ----------------------------------------------------- | --- | ----------------------------------------------- |
| Todos os registros de 1400 em diante são dados como o número de casas decimais corretas. |                                                       | |                                                 |
| 1400                                                                                     | Madhava de Sangamagrama                               | Descobriu provavelmente a série de potências infinita de {\displaystyle \scriptstyle {\pi }}, conhecida como Fórmula de Leibniz para π | 10                                              |
| 1424                                                                                     | Alcaxi                                                | | 17                                              |
| 1573                                                                                     | Valentinus Otho                                       | 355/113 | 6                                               |
| 1579                                                                                     | François Viète                                        | | 9                                               |
| 1593                                                                                     | Adriaan van Roomen                                    | | 15                                              |
| 1596                                                                                     | Ludolph van Ceulen                                    | | 20                                              |
| 1615                                                                                     | Ludolph van Ceulen                                    | 32 |                                                 |
| 1621                                                                                     | Willebrord Snel van Royen                             | Aluno de Van Ceulen | 35                                              |
| 1630                                                                                     | Christoph Grienberger                                 | | 38                                              |
| 1665                                                                                     | Isaac Newton                                          | | 16                                              |
| 1681                                                                                     | Seki Takakazu                                         | | 11 16                                           |
| 1699                                                                                     | Abraham Sharp                                         | Calculou pi com 72 dígitos, mas nem todos estavam corretos | 71                                              |
| 1706                                                                                     | John Machin                                           | | 100                                             |
| 1706                                                                                     | William Jones                                         | Introduziu a letra grega '{\displaystyle \scriptstyle {\pi }}' |                                                 |
| 1719                                                                                     | Thomas Fantet de Lagny                                | Calculou 127 dígitos decimais, mas nem todos eram corretos | 112                                             |
| 1722                                                                                     | Toshikiyo Kamata                                      | | 24                                              |
| 1722                                                                                     | Katahiro Takebe                                       | | 41                                              |
| 1739                                                                                     | Yoshisuke Matsunaga                                   | | 51                                              |
| 1748                                                                                     | Leonhard Euler                                        | Usou a letra grega '{\displaystyle \scriptstyle {\pi }}' em seu livro Introductio in Analysin Infinitorum e assegorou sua popularidade. |                                                 |
| 1761                                                                                     | Johann Heinrich Lambert                               | Provou que {\displaystyle \scriptstyle {\pi }} é irracional |                                                 |
| 1775                                                                                     | Euler                                                 | Assinalou a possibilidade de {\displaystyle \scriptstyle {\pi }} poder ser um número transcendental |                                                 |
| 1789                                                                                     | Jurij Vega                                            | Calculou 143 dígitos decimais, mas nem todos eram corretos | 126                                             |
| 1794                                                                                     | Jurij Vega                                            | Calculou 140 dígitos decimais, mas nem todos eram corretos | 136                                             |
| 1794                                                                                     | Adrien-Marie Legendre                                 | Mostrou que {\displaystyle \scriptstyle {\pi }}² (e portanto {\displaystyle \scriptstyle {\pi }}) é irracional, e mencionou a possibilidade que {\displaystyle \scriptstyle {\pi }} pode ser transcendente. |                                                 |
| Final do século XVIII                                                                    | Manuscrito anônimo                                    | Aparece na Biblioteca Radcliffe, em Oxford, Inglaterra, descoberto por F.X. von Zach, dando o valor de pi com 154 dígitos, dos quais 152 estavam corretos | 152                                             |
| 1841                                                                                     | William Rutherford                                    | Calculou 208 dígitos decimais, mas nem todos eram corretos | 152                                             |
| 1844                                                                                     | Zacharias Dase e Leopold Karl Schulz von Strassnitzky | Calculou 205 dígitos decimais, mas nem todos eram corretos | 200                                             |
| 1847                                                                                     | Thomas Clausen                                        | Calculou 250 dígitos decimais, mas nem todos eram corretos | 248                                             |
| 1853                                                                                     | Lehmann                                               | | 261                                             |
| 1855                                                                                     | Richter                                               | | 500                                             |
| 1874                                                                                     | William Shanks                                        | Durante 15 anos calculou 707 dígitos decimais, mas nem todos eram corretos (os erros foram identificados por D. F. Ferguson em 1946) | 527                                             |
| 1882                                                                                     | Ferdinand von Lindemann                               | Provou que {\displaystyle \scriptstyle {\pi }} é transcendental (teorema de Lindemann–Weierstrass) |                                                 |
| 1897                                                                                     | Estado de Indiana, Estados Unidos                     | Esteve perto de legislar o valor 3,2 (entre outros) para {\displaystyle \scriptstyle {\pi }}. O Projeto de lei de Indiana sobre Pi nº 246 da Câmara foi aprovado por unanimidade. O projeto ficou paralisado no Senado estadual por sugestão de possíveis motivos comerciais envolvendo a publicação de um livro didático.                                                                                | 1                                               |
| 1910                                                                                     | Srinivasa Ramanujan                                   | Encontrou várias séries infinitas de {\displaystyle \scriptstyle {\pi }} convergentes rapidamente , que podem calcular 8 casas decimais de {\displaystyle \scriptstyle {\pi }} com cada termo da série. Desde a década de 1980 sua série se tornou a base para os algoritmos mais rápidos usados atualmente por Yasumasa Kanada e os irmãos Chudnovsky para calcular {\displaystyle \scriptstyle {\pi }}. |                                                 |
| 1946                                                                                     | D. F. Ferguson                                        | A maioria dos dígitos já calculados à mão. | 620                                             |
| 1947                                                                                     | Ivan Morton Niven                                     | Apresentou uma prova muito elementar de que π é irracional |                                                 |
| janeiro de 1947                                                                          | D. F. Ferguson                                        | Usou uma calculadora de mesa | 710                                             |
| setembro de 1947                                                                         | D. F. Ferguson                                        | Calculadora de mesa | 808                                             |
| 1949                                                                                     | D. F. Ferguson e John Wrench                          | Calculadora de mesa | 1 120                                           |

## Idade da computação eletrônica (a partir de 1949)
| Data                                                                                | Quem                                                      | Implementação | Tempo        | Dígitos decimais (recordes mundiais em negrito) |
| ----------------------------------------------------------------------------------- | --------------------------------------------------------- | --- | ------------ | ----------------------------------------------- |
| Todos os registros de 1949 em diante foram calculados com computadores eletrônicos. |                                                           | |              |                                                 |
| 1949                                                                                | John Wrench e L. R. Smith                                 | Primeiros a usar um computador eletrônico (o ENIAC) para calcular {\displaystyle \scriptstyle {\pi }} | 70 horas     | 2 037                                           |
| 1953                                                                                | Kurt Mahler                                               | Mostrou que {\displaystyle \scriptstyle {\pi }} não é um número de Liouville |              |                                                 |
| 1954                                                                                | S. C. Nicholson & J. Jeenel                               | Usando o IBM Naval Ordnance Research Calculator (NORC) | 13 minutes   | 3 093                                           |
| 1957                                                                                | George E. Felton                                          | Ferranti Pegasus (Londres), calculou 10021 dígitos, mas nem todos estavam corretos |              | 7 480                                           |
| janeiro de 1958                                                                     | Francois Genuys                                           | IBM 704 | 1,7 horas    | 10 000                                          |
| maio de 1958                                                                        | George E. Felton                                          | Ferranti Pegasus (Londres) | 33 horas     | 10 021                                          |
| 1959                                                                                | François Genuys                                           | IBM 704 (Paris) | 4,3 horas    | 16 167                                          |
| 1961                                                                                | Daniel Shanks e John Wrench                               | IBM 7090 (New York) | 8,7 horas    | 100 265                                         |
| 1961                                                                                | J.M. Gerard                                               | IBM 7090 (Londres) | 39 minutes   | 20 000                                          |
| 1966                                                                                | Jean Guilloud e J. Filliatre                              | IBM 7030 (Paris) | 28 horas {?) | 250 000                                         |
| 1967                                                                                | Jean Guilloud e M. Dichampt                               | CDC 6600 (Paris) | 28 horas     | 500 000                                         |
| 1973                                                                                | Jean Guilloud e Martin Bouyer                             | CDC 7600 | 23,3 horas   | 1 001 250                                       |
| 1981                                                                                | Kazunori Miyoshi e Yasumasa Kanada                        | FACOM M-200 |              | 2 000 036                                       |
| 1981                                                                                | Jean Guilloud                                             | Não conhecido |              | 2 000 050                                       |
| 1982                                                                                | Yoshiaki Tamura                                           | MELCOM 900II |              | 2 097 144                                       |
| 1982                                                                                | Yoshiaki Tamura e Yasumasa Kanada                         | HITAC M-280H | 2,9 horas    | 4 194 288                                       |
| 1982                                                                                | Yoshiaki Tamura e Yasumasa Kanada                         | HITAC M-280H |              | 8 388 576                                       |
| 1983                                                                                | Yasumasa Kanada, Sayaka Yoshino e Yoshiaki Tamura         | HITAC M-280H |              | 16 777 206                                      |
| outubro de 1983                                                                     | Yasunori Ushiro e Yasumasa Kanada                         | HITAC S-810/20 |              | 10 013 395                                      |
| outubro de 1985                                                                     | Bill Gosper                                               | Symbolics 3670 |              | 17 526 200                                      |
| janeiro de 1986                                                                     | David H. Bailey                                           | CRAY-2 |              | 29 360 111                                      |
| setembro de 1986                                                                    | Yasumasa Kanada, Yoshiaki Tamura                          | HITAC S-810/20 |              | 33 554 414                                      |
| outubro de 1986                                                                     | Yasumasa Kanada, Yoshiaki Tamura                          | HITAC S-810/20 |              | 67 108 839                                      |
| janeiro de 1987                                                                     | Yasumasa Kanada, Yoshiaki Tamura, Yoshinobu Kubo e outros | NEC SX-2 |              | 134 214 700                                     |
| janeiro de 1988                                                                     | Yasumasa Kanada e Yoshiaki Tamura                         | HITAC S-820/80 |              | 201 326 551                                     |
| maio de 1989                                                                        | Gregory V. Chudnovsky & David V. Chudnovsky               | CRAY-2 & IBM 3090/VF |              | 480 000 000                                     |
| junho de 1989                                                                       | Gregory V. Chudnovsky & David V. Chudnovsky               | IBM 3090 |              | 535 339 270                                     |
| julho de 1989                                                                       | Yasumasa Kanada e Yoshiaki Tamura                         | HITAC S-820/80 |              | 536 870 898                                     |
| agosto de 1989                                                                      | Gregory V. Chudnovsky & David V. Chudnovsky               | IBM 3090 |              | 1 011 196 691                                   |
| 19 de novembro de 1989                                                              | Yasumasa Kanada e Yoshiaki Tamura                         | HITAC S-820/80 |              | 1 073 740 799                                   |
| agosto de 1991                                                                      | Gregory V. Chudnovsky & David V. Chudnovsky               | Computador paralelo caseiro (detalhes desconhecidos, não verificados) |              | 2 260 000 000                                   |
| 18 de maio de 1994                                                                  | Gregory V. Chudnovsky & David V. Chudnovsky               | Novo computador paralelo caseiro (detalhes desconhecidos, não verificados) |              | 4 044 000 000                                   |
| 26 de junho de 1995                                                                 | Yasumasa Kanada e Daisuke Takahashi                       | HITAC S-3800/480 (dual CPU) |              | 3 221 220 000                                   |
| 1995                                                                                | Simon Plouffe                                             | Encontrou uma fórmula que permite calcular o n-ésimo dígito hexadecimal de pi sem calcular os dígitos precedentes. |              |                                                 |
| 28 de agosto de 1995                                                                | Yasumasa Kanada e Daisuke Takahashi                       | HITAC S-3800/480 (dual CPU) |              | 4 294 960 000                                   |
| 11 de outubro de 1995                                                               | Yasumasa Kanada e Daisuke Takahashi                       | HITAC S-3800/480 (dual CPU) |              | 6 442 450 000                                   |
| 6 de julho de 1997                                                                  | Yasumasa Kanada e Daisuke Takahashi                       | HITACHI SR2201 (1024 CPU) |              | 51 539 600 000                                  |
| 5 de abril de 1999                                                                  | Yasumasa Kanada e Daisuke Takahashi                       | HITACHI SR8000 (64 of 128 nodes) |              | 68 719 470 000                                  |
| 20 de setembro de 1999                                                              | Yasumasa Kanada e Daisuke Takahashi                       | HITACHI SR8000/MPP (128 nodes) |              | 206 158 430 000                                 |
| 24 de novembro de 2002                                                              | Yasumasa Kanada & equipe de 9 pessoas                     | HITACHI SR8000/MPP (64 nodes), Departmento de Ciência da Informação da Universidade de Tóquio em Tóquio, Japão | 600 horas    | 1 241 100 000 000                               |
| 29 de abril de 2009                                                                 | Daisuke Takahashi et al.                                  | T2K Open Supercomputer (640 nodes), velocidade de nó único é 147,2 gigaflops, memória do computador é 13,5 terabytes, algoritmo de Gauss-Legendre, Centro de Ciências Computacionais da Universidade de Tsukuba em Tsukuba, Japão | 29,09 horas  | 2 576 980 377 524                               |

## 2009–atualidade
| Data | Quem                                                                 | Implementação | Tempo    | Dígitos decimais (recordes mundiais em negrito) |
| --- | -------------------------------------------------------------------- | --- | -------- | ----------------------------------------------- |
| Todos os registros de dezembro de 2009 em diante são calculados e verificados em computadores x86 comuns com peças disponíveis comercialmente. Todos usam o algoritmo de Chudnovsky para o cálculo principal e a fórmula de Bellard, a fórmula BBP, ou ambas para verificação.. |                                                                      | |          |                                                 |
| 31 de dezembro de 2009 | Fabrice Bellard                                                      | - Core i7 CPU a 2,93 GHz - 6 GiB (1) de RAM - 7,5 TB de armazenamento em disco usando cinco discos rígidos de 1,5 TB (modelo Seagate Barracuda 7200.11) - distribuição de 64 bit Red Hat Fedora 10 - Computação de dígitos binários: 103 dias - Verificação de dígitos binários: 13 dias - Conversão para a base 10: 12 dias - Verificação da conversão: 3 dias - Verificação dos dígitos binários usando uma rede de 9 PCs durante 34 horas. | 131 dias | 2 699 999 990 000 = 2,7×1012 − 104              |
| 2 de agosto de 2010 | Shigeru Kondo                                                        | - utilizando y-cruncher 0.5.4 por Alexander Yee - com 2× Intel Xeon X5680 a 3,33 GHz – (12 núcleos físicos, 24 hyperthreaded) - 96 GiB DDR3 a 1066 MHz – (12× 8 GiB – 6 canais) – Samsung (M393B1K70BH1) - 1 TB SATA II (unidade de inicialização) – Hitachi (HDS721010CLA332), 3× 2 TB SATA II (armazenar saída de Pi) – Seagate (ST32000542AS) 16× 2 TB SATA II (computação) – Seagate (ST32000641AS) - Windows Server 2008 R2 Enterprise x64 - Cálculo de dígitos binários: 80 dias - Conversão para a base 10: 8,2 dias - Verificação da conversão: 45,6 horas - Verificação dos dígitos binários: 64 horas (fórmula de Bellard), 66 horas (fórmula BBP) - A verificação dos dígitos binários foi feita simultaneamente em dois computadores separados durante o cálculo principal. | 90 dias  | 5 000 000 000 000 = 5×1012                      |
| 17 de outubro de 2011 | Shigeru Kondo                                                        | - utilizando y-cruncher 0.5.5 por Alexander Yee - Verificação: 1,86 dias (fórmula de Bellard) e 4,94 dias (fórmula BBP) | 371 dias | 10 000 000 000 050 = 1013 + 50                  |
| 28 de dezembro de 2013 | Shigeru Kondo                                                        | - utilizando y-cruncher 0.6.3 por Alexander Yee - com 2× Intel Xeon E5-2690 a 2,9 GHz – (16 núcleos físicos, 32 hyperthreaded) - 128 GiB DDR3 a 1600 MHz – 8× 16 GiB – 8 canais - Windows Server 2012 x64 - Verificação utilizando a fórmula de Bellard: 46 horas | 94 dias  | 12 100 000 000 050 = 1,21×1013 + 50             |
| 8 de outubro de 2014 | Sandon Nash Van Ness "houkouonchi"                                   | - utilizando y-cruncher 0.6.3 por Alexander Yee - com 2× Xeon E5-4650L a 2,6 GHz - 192 GiB DDR3 a 1333 MHz - 24× 4 TB + 30× 3 TB - Verificação utilizando a fórmula de Bellard: 182 horas | 208 dias | 13 300 000 000 000 = 1,33×1013                  |
| 11 de novembro de 2016 | Peter Trueb                                                          | - utilizando y-cruncher 0.7.1 por Alexander Yee - com 4× Xeon E7-8890 v3 a 2,50 GHz (72 canais, 144 threads) - 1,25 TiB DDR4 - 20× 6 TB - Verificação utilizando a fórmula de Bellard: 28 horas | 105 dias | 22 459 157 718 361 = ⌊πe×1012⌋                  |
| 14 de março de 2019 | Emma Haruka Iwao                                                     | - utilizando y-cruncher v0.7.6 - Computação: 1× n1-megamem-96 (96 vCPU, 1,4 TB) com 30 TB de SSD - Armazenamento: 24× n1-standard-16 (16 vCPU, 60 GB) com 10 TB de SSD - Verificação: 20 horas utilizando a fórmula de Bellard de 7 termos, e 28 horas utilizando a fórmula de Plouffe de 4 termos | 121 dias | 31 415 926 535 897 = ⌊π×1013⌋                   |
| 29 de janeiro de 2020 | Timothy Mullican                                                     | - utilizando y-cruncher v0.7.7 - Computação: 4× Intel Xeon CPU E7-4880 v2 a 2,50 GHz - 320 GB DDR3 PC3-8500R ECC RAM - 48× 6 TB HDDs (Computação) + 47× fitas LTO Ultrium 5 1,5 TB (Backups de pontos de verificação) + 12× 4 TB HDDs (Armazenamento dos Dígitos) - Verificação: 17 horas utilizando a fórmula de Bellard de 7 termos, 24 horas utilizando a fórmula de Plouffe de 4 termos | 303 dias | 50 000 000 000 000 = 5×1013                     |
| 14 de agosto de 2021 | Equipe DAViS da Universidade de Ciências Aplicadas da Suíça Oriental | - utilizando y-cruncher v0.7.8 - Computação: AMD Epyc 7542 a 2,9 GHz - 1 TiB de memória - 38× 16 TB HDDs (34 para paginação e 4 para armazenamento) - Verificação utilizando a fórmula BBP de 4 termos: 34 horas | 108 dias | 62 831 853 071 796 = ⌈2π×1013⌉                  |
| 21 de março de 2022 | Emma Haruka Iwao                                                     | - utilizando y-cruncher v0.7.8 - Computação: n2-highmem-128 (128 vCPU e 864 GB RAM) - Armazenamento: 663 TB - Verificação: 12,6 horas utilizando a fórmula BBP | 158 dias | 100 000 000 000 000 = 1014                      |
| 18 de abril de 2023 | Jordan Ranous                                                        | - utilizando y-cruncher v0.7.10 - Computação: 2 x AMD EPYC 9654 (96 canais, 1,5 TiB RAM) - Armazenamento: 583 TB (19× 30,72 TB) | 59 dias  | 100 000 000 000 000 = 1014                      |
| 14 de março de 2024 | Jordan Ranous, Kevin O'Brien e Brian Beeler                          | - utilizando y-cruncher v0.8.3 - Computação: 2 x AMD EPYC 9754 (128 canais, 1,5 TiB RAM) - Armazenamento: 1,105 TB (36× 30,72 TB) | 75 dias  | 105 000 000 000 000 = 1,05×1014                 |
| 28 de junho de 2024 | Jordan Ranous, Kevin O'Brien e Brian Beeler                          | - utilizando y-cruncher v0.8.3 - Computação: 2 x Intel Xeon Platinum 8592+ (128 canais, 1,0 TiB RAM) - Armazenamento: 1,5 PB (28× 61,44 TB) | 104 dias | 202 112 290 000 000 = 2,0211229×1014            |